# ابرت (بازیکن فوتبال)
ابرت (انگلیسی: Ebert؛ زادهٔ ۲۵ مهٔ ۱۹۹۳) بازیکن فوتبال اهل برزیل است.
از باشگاه‌هایی که در آن بازی کرده‌است می‌توان به باشگاه فوتبال استال کامیانسکه اشاره کرد.